# 狼どもの戦場
『狼どもの戦場』（原題：Geheimcode: Wildgänse又はCodename: Wildgeese）は、1984年の西ドイツとイタリアの合作映画。
劇場未公開のビデオ映画。日本では『コマンド軍団3』のタイトルで木曜洋画劇場にて放送された。『コマンドー・レオパルド』とは監督と主要キャストが一部共通しているが、設定も異なっており、内容的な繋がりは無い。

## スタッフ
- 監督：アンソニー・M・ドーソン
- 製作：エルウィン・C・ディートリッヒ、ジャンフランコ・クーユームジャン
- 脚本：マイケル・レスター、ジャンフランコ・クーユームジャン
- 撮影：ペーター・バウムガルトナー
- 音楽：ヤン・ネメッツ、エンニオ・モリコーネ

## キャスト
| 役名                           | 俳優                           | 日本語吹き替え                 |
| 役名                           | 俳優                           | テレビ東京版                   |
| ------------------------------ | ------------------------------ | ------------------------------ |
| ロビン・ウェズリー             | ルイス・コリンズ               | 麦人                           |
| アーキー”チャイナ”トラヴァーズ | リー・ヴァン・クリーフ         | 加藤精三                       |
| フランク・フレッチャー         | アーネスト・ボーグナイン       | 西田昭市                       |
| チャールトン                   | クラウス・キンスキー           | 千田光男                       |
| クライン                       | マンフレッド・レーマン         | 秋元羊介                       |
| アービブ                       | トーマス・ダネベルク           | 戸谷公次                       |
| ストーン                       | フランク・グラウブレヒト       | 山野史人                       |
| キャシー・ロブソン             | ミムジー・ファーマー           | 達依久子                       |
| ウォルター・ブレナー           | ハルトムート・ニューゲバウアー | 小島敏彦                       |
| 牧師                           | ルチアーノ・ピゴッツィ         | 伊井篤史                       |
| 案内人のキム                   | ルネ・アバデザ                 | 大塚明夫                       |
| コワルスキー                   | ブルース・バロン               |                                |
| 役不明又はその他               |                                | 幹本雄之 古田信幸              |
|                                |                                |                                |
| 翻訳                           |                                |                                |
| 演出                           |                                |                                |
| 制作                           |                                |                                |
| 初回放送                       |                                | 1988年9月15日 『木曜洋画劇場』 |